# 岐南町コミュニティタクシー
岐南町コミュニティタクシー（ぎなんちょうコミュニティタクシー）は、岐阜県羽島郡岐南町で運行しているコミュニティタクシー。
岐阜名鉄タクシーが受託運行している。
略称はコミタク。停留所表記はコミタクとなっている。
利用者減少のため廃止された岐南町巡回バスに代わり運行されている。2022年（令和4年）9月の岐南町コミュニティバスの運行開始後も運行は継続されている。

## 概要
2009年（平成21年）10月1日運行開始。
9時から17時の毎時1便が運行されている。乗降は岐南町が設置する停留所と民間事業所が設置する停留所があり、停留所と停留所を最短距離で運行する。2022年（令和4年）9月現在の停留所数は77箇所。
デマンド方式であり、事前予約が必要。また、利用する便の45分位前に予約センターに連絡、停留所到着時間の確認をする必要がある。
停留所は廃止された岐南町巡回バスの停留所をそのまま転用していた（後に追加された停留所を除く）が、2022年（令和4年）9月に新たな物に変更された。尚、岐南町コミュニティバス兼用の停留所は岐南町コミュニティバスの停留所の物である。

## 車両
- 中型タクシー（定員4名）

## 乗り換え停留所
鉄道（公共交通機関）
- 名鉄名古屋本線 岐南駅
- 名鉄名古屋本線・竹鼻線 笠松駅（笠松町にあり、唯一の岐南町外の停留所）